# Agencia para la Sociedad de la Información de la República Srpska
La Agencia para la Sociedad de la Información de la República Srpska AIS) es una institución encargada de supervisar el desarrollo de la sociedad de la información y promover el uso de las tecnologías de la información y las comunicaciones. El Ministerio de Ciencia y Tecnología supervisa el organismo, en nombre de la República Srpska.

## Establecimiento
De conformidad con las disposiciones de la Ley sobre el gobierno de la República Srpska y la Ley sobre el sistema de administración pública, el Gobierno de la República Srpska adoptó una decisión sobre la creación de la institución pública —el "Organismo de la Sociedad de la Información de la República Srpska"— en su período de sesiones celebrado el 26 de diciembre de 2007. Con la aprobación de esta ley por el gobierno de la República Srpska, se formó una institución encargada de supervisar y desarrollar la sociedad de la información, así como de promover el uso de las tecnologías de la información y la comunicación. El Ministerio de Ciencia y Tecnología supervisa el funcionamiento del organismo, en nombre del Gobierno de la República Srpska.

### Actividad
La agencia trata de coordinar el desarrollo de la ciencia de la información, la tecnología e Internet en cooperación con otros organismos de la administración pública, la educación y el sistema de salud. Concede licencias y certifica a organismos de infraestructura de clave pública, consultorías e imparte capacitación y evaluación en materia de tecnología de la información a los miembros de la administración pública, y promueve el desarrollo equitativo mediante la reducción de la "brecha tecnológica" entre Bosnia y Herzegovina y los países desarrollados.
Verifica proyectos de tecnologías de la información y las comunicaciones (TIC) en el sector público, principalmente en la administración, y presta asesoramiento sobre acuerdos internacionales relacionados con las TIC (incluidas las inversiones extranjeras en TIC).
La agencia también determina los estándares y procedimientos, y emite aprobaciones para la adquisición de equipos y soluciones de programas. La acreditación de los centros educativos y de examen, en cooperación con el Ministerio de Educación y Cultura, permite la certificación de los ciudadanos en el campo de las TIC a través de un formulario de posteducación y aprendizaje permanente. Se encarga de la elaboración de la legislación y de la preparación de proyectos de reglamento y actos generales.
A partir de 2011, la agencia es responsable de la implementación de las leyes, medidas y estándares de seguridad de la información, así como el primer organismo CERT en Bosnia y Herzegovina.